# Арслан-шах (султан Газні)
Арслан-шах (*д/н бл. 1091 — 1118) — володар Газневідського султанату в 1116—1117 роках. Ім'я перекладається як «Цар-лев». Повне ім'я Султан аль-Даула Абул-Мульк Арслан-шах ібн Масуд.

## Життєпис
Походив з династії Газневідів. Син султана Масуда III і Гаухар-хатун, доньки Малік-шаха I, султана Великих Сельджуків. Народився близько 1091 року в Газні. У 1116 році влаштував змову проти брата Ширзада, що посів трон Газні після смерті батька у 1115 році. Інших членів родини Арслан-шах наказав засліпити та запроторити до в'язниці. Лише брат Бахрам-шах зумів врятуватися, оскільки перебував у Заміндаварі. У 1116 році Арслан-шах завдав поразки Бахрам-шаху в битві при Тігінабаді (неподалік від Кандагару), змусивши тікати до Хорасану.
Втім, Бахрам-шах дістав підтримку Ахмада Санджара, маліка Хорасану. Останній намагався виступити посередником у боротьбі між братами. Проте Арслан-шах відкинув цю пропозицію. Тоді сельджуцьке військо вдерлося до Газневідського султанату. У битві при Газні 1117 року султан Арслан-шах зазнав нищівної поразки й вимушений був тікати до Лахора. Новим султаном став Бахрам-шах. Втім, у 1118 році Арслан-шах повернувся з намаганням відняти владу у брата. Проте за підтримки Ахмада Санджара султан Газні відбив усі спроби Арслан-шаха.
Після цього він втік до Керманського султанату, сподіваючись здобути тут підтримки, проте марно. 1118 року потрапив у полон до Бахрам-шаха, який стратив Арслан-шаха.